# Oreocarya celosioides
Oreocarya celosioides är en strävbladig växtart som beskrevs av Alice Eastwood. Oreocarya celosioides ingår i släktet Oreocarya och familjen strävbladiga växter. Inga underarter finns listade i Catalogue of Life.